# سیارک ۱۷۰۶۳
سیارک ۱۷۰۶۳ (به انگلیسی: 17063 Papaloizou، نامگذاری:1999GP9) هفده هزار و شصت و سومین سیارک کشف شده‌است که در ۱۵ آوریل ۱۹۹۹ کشف شد.
قدر مطلق سیارک برابر ۲۳.۴ است.